# Бенедикт (воєвода)
Бенедикт, також Венедикт, Бенедикт Бор, Бенедикт (Бор) Лисий (? — після 1221) — угорський воєначальник та урядник Угорського Королівства. Фактичний правитель Галицького князівства за малолітнього короля Коломана, зокрема, у 1206 році.
Син Конрада, що мав німецьке походження та мігрував до Угорського королівства зі Священної Римської імперії. Тут став відомий як Корлат. Бенедикт успадкував свій імператорський титул дукса від батька. Також володів земельними володіннями в північних комітатах Задунав'я.
Його кар'єра розпочалася в останні роки правління Бели III. Згодом він був довіреною особою короля Імріха I. 1198 року призначається ішпаном Нейтранської жупанії, 1199 року — баном Славонії та ішпаном Заланської жупанії. 1202 року стає воєводою Трансильванії.
Князь Роман Ігорович після свого другого повернення на трон Галичини за допомогою угрів намагався закріпити владу. При цьому виник конфлікт з боярами. Ймовірно, бояри запросили на допомогу угорського короля Андраша (Андрія) II. Угорські війська під проводом воєводи Бенедикта здобули Галич і взяли Романа Ігоровича в полон у лазні. Андрій II при цьому, очевидно, визнавав законним правителем князівства малолітнього Данила Романовича.
Згідно літописних відомостей, його правління тривало менше року, було «дуже жорстоким».
Дружина короля Андраша Гертруда Меранська була вбита угорськими баронами за участь у насильстві, яке вчинив її брат над дружиною воєводи Бенедикта. Під натиском війська князя Мстислава Удатного у 1219 році разом з угорською залогою покинув Галич. Разом з ним — представники «угорської партії» на чолі з боярином Судиславом..
Бенедикт раптово зник із сучасних угорських джерел у першій половині 1209 року. Згідно з інтерпретацією історика Мора Вертнера, Бенедикт брав участь у змові проти Андраша II у 1209–1210 роках, метою якої було скинення короля та заміна його одним із синів вигнаного принца Гези з Візантійської імперії. Змова провалилася, коли посланці учасників, відправлені до Візантії, були захоплені в Спалато. Бенедикта засудили до вигнання та конфіскації майна.Він утік за кордон. У 1221 році був ще живим.

## Родина
Близько 1201 або 1202 року Бенедикт одружився з Тотою, фрейліною королеви Констанції Арагонської.